# گادولین اسید
گادولین اسید (به انگلیسی: 11-Eicosenoic acid) با فرمول شیمیایی C۲۰H۳۸O۲ یک ترکیب شیمیایی با شناسه پاب‌کم ۵۲۸۲۷۶۸ است. که جرم مولی آن ۳۱۰٫۵۱ گرم بر مول می‌باشد. 